# Дітер Форте
Дітер Форте (нім. Dieter Forte; 14 червня 1935, Дюссельдорф — 22 квітня 2019, Базель) — німецький письменник.

## Біографія

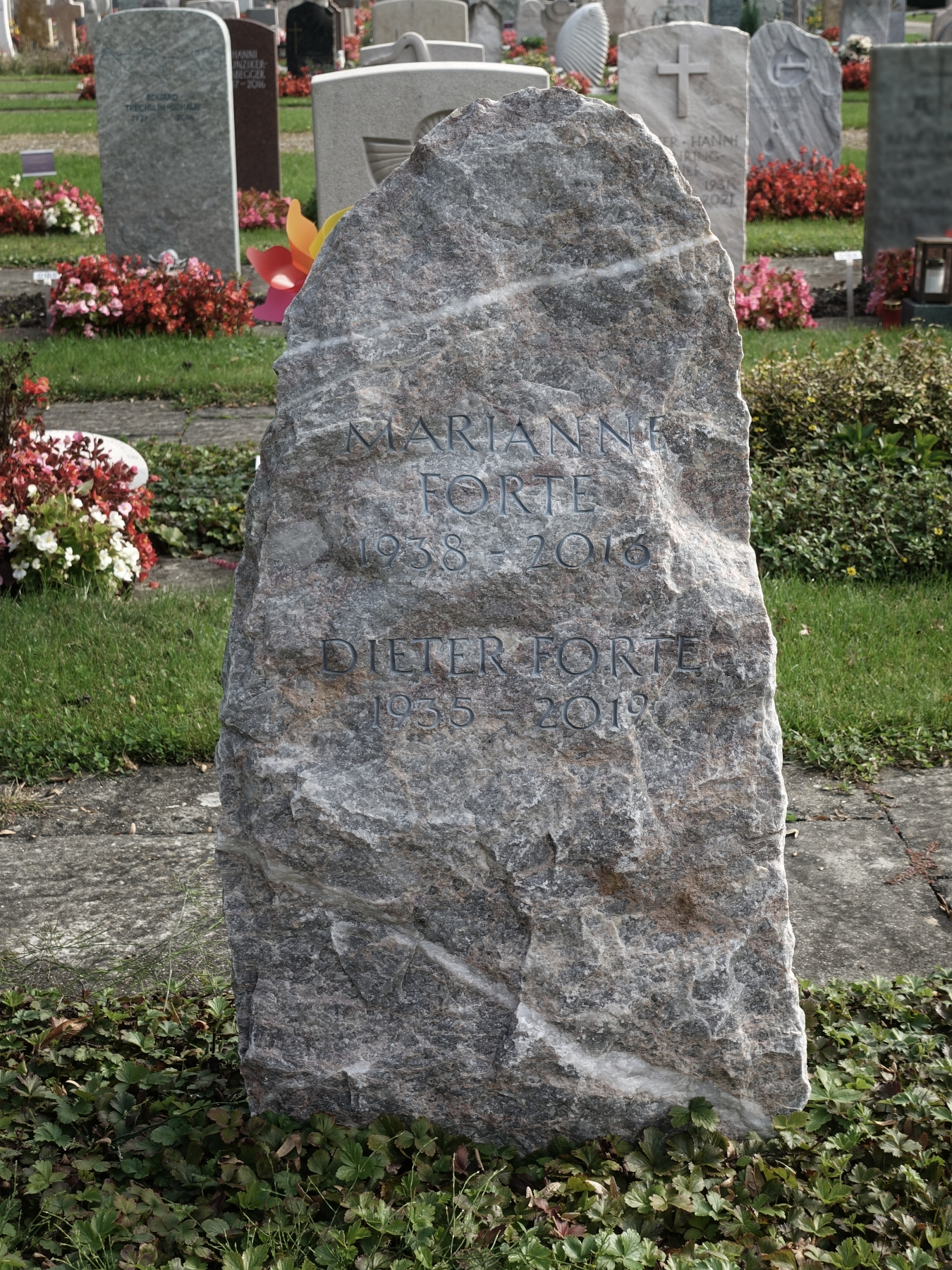
Могила, цвинтар Хьорнлі

Після школи Дітер Форте закінчив комерційне навчання. У 1960/61 роках він стажувався в Дюссельдорфському театрі у Карла-Гайнца Стукса, у 1962/63 роках отримав письменницьку стипендію та працював під керівництвом Егона Монка (також асистентом режисера й редактора) у відділі теледрам Norddeutscher Rundfunk у Гамбурзі. Згодом жив як вільний письменник у Дюссельдорфі. У 1970 році Форте змінив Фрідріха Дюрренматта на посаді театрального автора в Базельському театрі, де він працював з Вернером Дюггеліном і Германом Бейлем. Він став відомим як драматург, а численні радіоп'єси та телевізійні фільми зробили його відомим широкій аудиторії як своєрідний «сейсмограф німецької дійсності».
Форте дебютував як драматург своєю п'єсою «Мартін Лютер і Томас Мюнцер або Вступ до бухгалтерського обліку», прем'єра якої відбулася в Базелі в 1970 році і мала світовий успіх. Раніше п'єсу не дозволили показувати в Дюссельдорфському театрі, оскільки місто Дюссельдорф заборонило генеральному директору Карлу-Гайнцу Штруксу її виконувати. П'єса була поставлена більш ніж п'ятдесятьма театрами і перекладена на дев'ять мов і стала прелюдією до театральної трилогії про європейську цивілізацію і початок глобалізації. У 1978 році її продовженням стала п'єса «Жан Анрі Дюнан або Початок цивілізації» та в 1983 році — «Лабіринт снів або Як відокремити голову від тіла».
З кінця 1980-х років Форте працював виключно над романом-тетралогією. Першу частину епопеї він опублікував у 1992 році під назвою «Візерунок» . У ньому він розповідає історію італійсько-французької шовкоткацької сім'ї та польської шахтарської сім'ї, які втікають до Німеччини з політичних, релігійних та економічних причин. У другій частині «Хлопчик із закривавленими черевиками» (1995) Форте розповідає про дитинство, яке зазнало нацистського терору й бомбардувань під час Другої світової війни. У третій частині «Пам'ять» (1998) він описує кінець війни та перші роки відбудови з погляду десятирічного хлопчика. Три томи вийшли разом у 1999 році під назвою «Дім на моїх плечах».
У 2004 році вийшов роман «На іншому боці світу», яким Форте завершив свою тетралогію, що згодом була опублікована під назвою «Тетралогія пам'яті». У цій заключній частині він розмірковує про 1950-ті роки в легеневому санаторії на острові Північного моря. Ізоляція контрастує зі змінами, спричиненими економічним дивом — Дантовою подорожжю у царство смерті. Цей останній том, як і вся тетралогія, отримав велике визнання.
Дітер Форте разом з дружиною Маріанною (1938—2016) жив як вільний письменник у Базелі, де помер у квітні 2019 року у віці 83 років. Свій останній спочинок він знайшов на кладовищі Хьорнлі.
Був членом ПЕН-центру Німеччини та Німецько-Швейцарського ПЕН-центру.

## Нагороди
- 1992: Літературна премія міста Базель
- 1999: Бременська літературна премія
- 2003: Почесний подарунок Товариства імені Гайнріха Гайне
- 2004: Премія Ганса-Еріха-Носака
- 2005: Премія Гріммельсгаузена
- 2005: Літературна премія Нижнього Рейну

## Твори
Проза
- Вгадай разом у зоопарку головоломок. Фрайбург і. Бр., 1970, дитяча книга (разом з Інгрід Мізсенко).
- Стіна. Портрет після обіду. Штутгарт 1973.
- Спроби втечі. 4 телефільми, Франкфурт-на-Майні 1980.
- Візерунок. Франкфурт-на-Майні 1992. ISBN 3-10-022113-3 .
- Хлопчик із закривавленими черевиками. Франкфурт-на-Майні 1995. ISBN 3-10-022115-X (пізніше також під назвою Equinox).
- На пам'ять. Франкфурт-на-Майні 1998. ISBN 3-10-022114-1 .
- Будинок на моїх плечах. Франкфурт-на-Майні 1999. ISBN 3-10-022117-6 (містить романи The Pattern, Equinox = The Boy with the Bloody Shoes і In Memory).
- Мовчи або говори. Нариси Дітера Форте та бесіди, Франкфурт-на-Майні, 2002.
- На іншому кінці світу. Франкфурт-на-Майні 2004. ISBN 3-10-022116-8 .
- Починається день. Франкфурт-на-Майні 2004.
- Лабіринт світу. книга . S. Fischer Verlag, Франкфурт-на-Майні, 2013, ISBN 978-3-10-022118-6 .
- Коли небо ще не було названо . S. Fischer Verlag, Франкфурт-на-Майні 2019

П'єси
- Мартін Лютер і Томас Мюнцер або Вступ до бухгалтерського обліку (Базель, 1970) ISBN 3-10-021110-3 .
- Жан Анрі Дюнан або Початок цивілізації (Дармштадт, 1978) ISBN 3-596-22301-6 .
- Лабіринт снів або Як відокремити голову від тіла (Базель 1983) ISBN 3-10-021111-1 .
- Білі дияволи (Базель 1972).
- Cenodoxus (Зальцбурзький фестиваль 1972).
- Смерть Каспара Гаузера (Вісбаден, 1979).
- Художник у момент свого падіння (Кассель, 1991).
- Нескінченне життя (Дюссельдорф, 1991).

Телевізійні фільми
- Сусіди (ZDF 1970)
- Неділя (ARD 1975)
- Achsensprung (ARD 1977)
- На здоров'я! (ARD 1979)
- Підйом або Людина губиться (ARD 1980)